# Campo de concentración de Flossenbürg

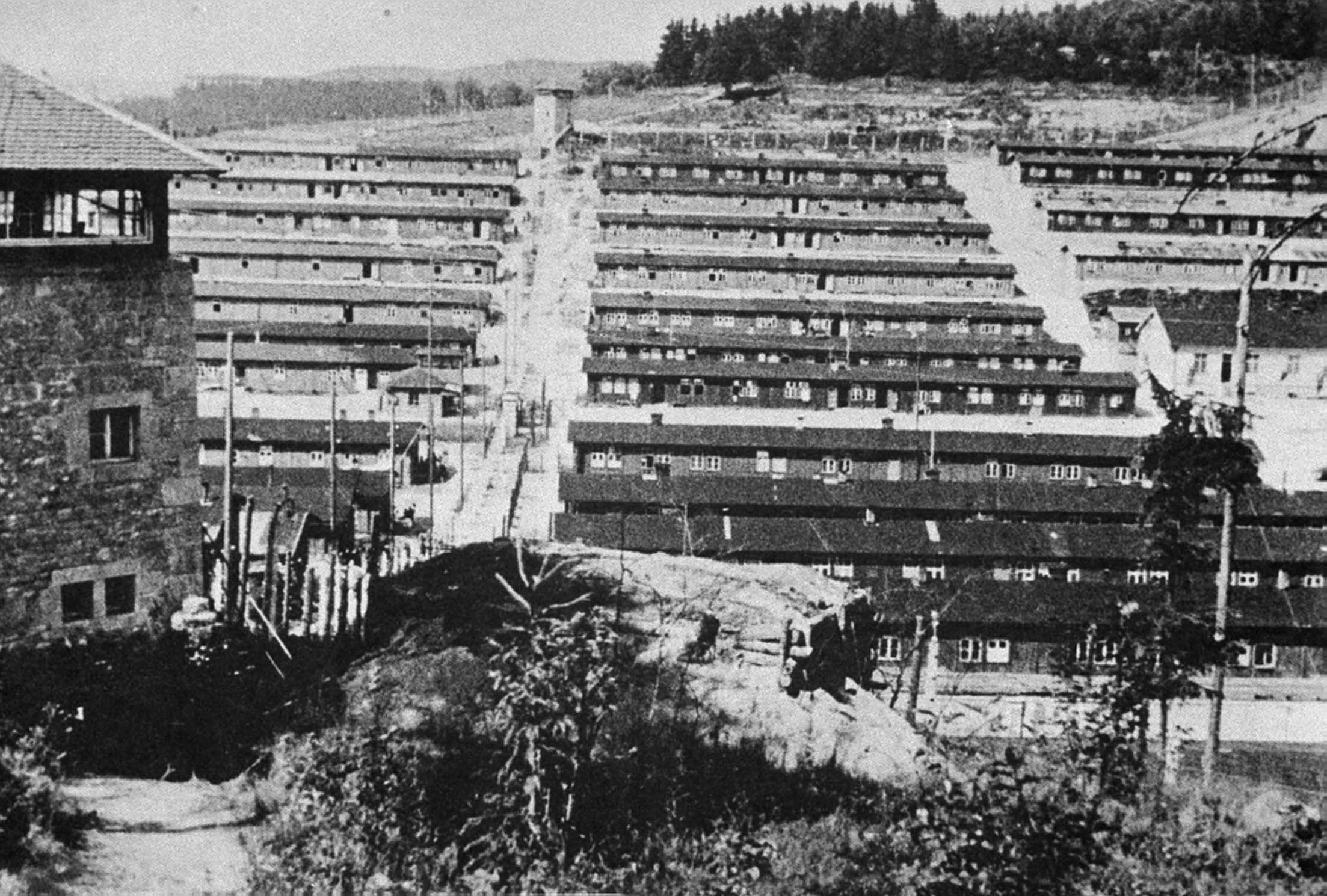
Vista general del campo de concentración de Flossenbürg tras su liberación por la 90.ª División de Infantería estadounidense (abril de 1945).

El Campo de concentración de Flossenbürg se halla en el municipio de Flossenbürg, distrito de Neustadt an der Waldnaab, región del Alto Palatinado, en el Estado de Baviera, Alemania.
Fue un campo de concentración del III Reich creado el 3 de mayo de 1938 (03-05-1938) y que funcionó hasta 1945. Fue evacuado el 20 de abril de 1945 y liberado el 23 de abril de 1945 por tropas norteamericanas; había en ese momento, aproximadamente, 65.000 prisioneros. Determinados informes confirman que en los últimos 14 meses de guerra murieron o fueron ejecutados 14.000 prisioneros.
Principalmente fue concebido para albergar presos asociales y delincuentes. Empezada la guerra aumentó el número de presos entre judíos, soviéticos y prisioneros de guerra de distintas nacionalidades. En el campo central se trabajaba en las canteras de granito, propiedad de las SS, y a partir de 1942 tuvo que ampliarse a cerca de 100 subcampos (Kommandos) para realizar distintos trabajos, como la producción de armamento.
Por el conjunto del campo y los subcampos pasaron en torno a 100.000 reclusos, de los cuales unos 30.000 fallecieron por diversos motivos; entre ellos había 14 republicanos  españoles.
El 9 de abril de 1945 fueron ejecutados en el campo el almirante Wilhelm Canaris, el general Hans Oster, el pastor Dietrich Bonhoeffer y otras personas relacionadas con el atentado contra Hitler del 20 de julio de 1944. El 23 de abril llegaban al campo la 90.ª y 97.ª División de infantería del ejército de Estados Unidos, pero la mayoría de los prisioneros habían sido evacuados hacia Dachau tres días antes, por lo que encontraron en el campo 1600 presos demasiado debilitados para seguir las marchas de la muerte.
Comandantes: Jacob Weiseborn (se suicidó) (03-05-38/20-01-39), Karl Künstler (21-01-39/09-08-42), Karl Fritzsch (10-08-42/09-42), Egon Zill (09-42/22-04-43) y Max Koegel (29-04-43/23-04-45).

## Historia del campo

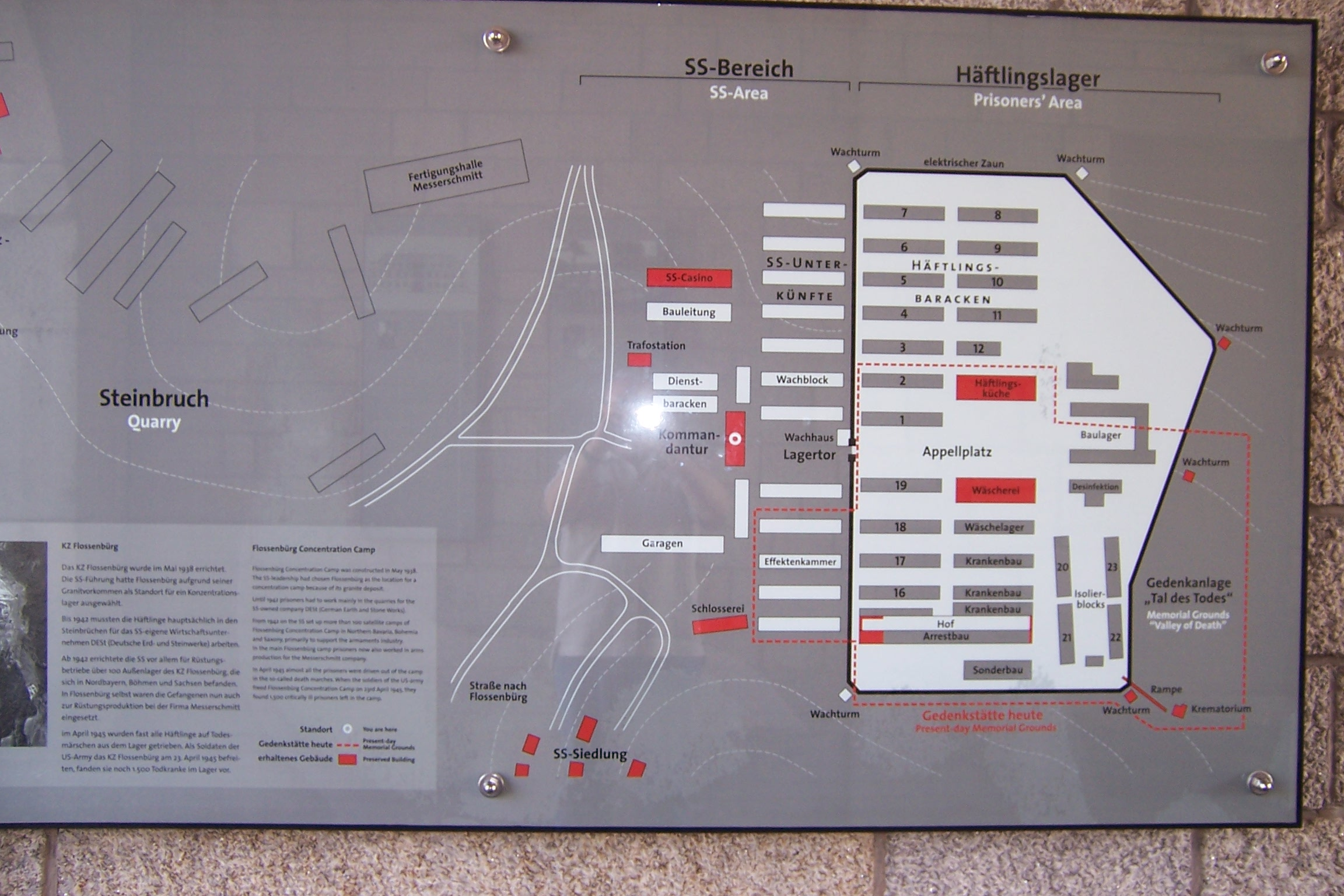
Plano del campo.

Fue el cuarto campo de concentración creado dentro de las fronteras alemanas. Flossenbürg se diseñó en un principio como lugar para extraer el granito de sus canteras y que sirviera para ser utilizado en las grandes construcciones monumentales que Hitler había encargado a su arquitecto principal: Albert Speer.
La mano de obra, por supuesto esclavizada, comenzó con 100 prisioneros judíos y delincuentes llegados el 4 de mayo de 1938 de Dachau (Alemania), pero con las ampliaciones para abastecer a diversas fábricas que se asentaron en la zona, empezaron a llegar prisioneros de guerra de diversas nacionalidades, aunque destacaron los soviéticos que, por su enorme número, fueron destinados a los barracones n.° 11, 12 y 13 que se encontraban aislados de los 13 restantes que componían el campo.
Respecto a su población reclusa y en los comienzos del campo, ésta aumentó y disminuyó considerablemente, ya que si en septiembre del año de su apertura llegaron otros 981 prisioneros no judíos desde Dachau y entre finales de 1941 y finales de 1942 llegaron otros 1600 reos polacos, principalmente miembros de la resistencia polaca, las ejecuciones masivas mermaban en gran medida el número de los detenidos. Basta señalar que entre febrero y diciembre de 1941 fueron asesinados un gran número de ellos, eliminando a la mitad de los reos polacos por delitos comunes y a más de 1.000 rusos. Posteriormente, en agosto de 1942 se levantaron en una zona apartada del campo principal otros cuatro edificios de madera y sin ventanas con una capacidad total para 2.000 personas, en los que serían alojados los prisioneros rusos de forma definitiva. En total, el complejo de Flossenbürg y sus subcampos albergaron a la vez unos 40.000 prisioneros.
Durante la madrugada del 2 de mayo de 1944, un grupo de 235 prisioneros de guerra soviéticos intentaron una fuga en el subcampo de Muelsen eliminando a unos guardianes y prendiendo fuego al barracón en donde se alojaban, pero no pasaron de unas decenas de metros; 195 murieron durante el intento y los 40 restantes fueron ejecutados posteriormente.
Desde el 1 de septiembre de 1944 Flossenbürg comenzó a recibir a mujeres de las SS, que, por un lado, servían como guardias en los subcampos y vigilantes en las fábricas y, por otro, aprendían los sistemas de control y dominio sobre los prisioneros para luego ser destinadas a otros campos en donde poner en práctica los métodos aprendidos. Unas 500 mujeres de las SS pasaron en total por Flossenbürg.

## Trabajo y muerte

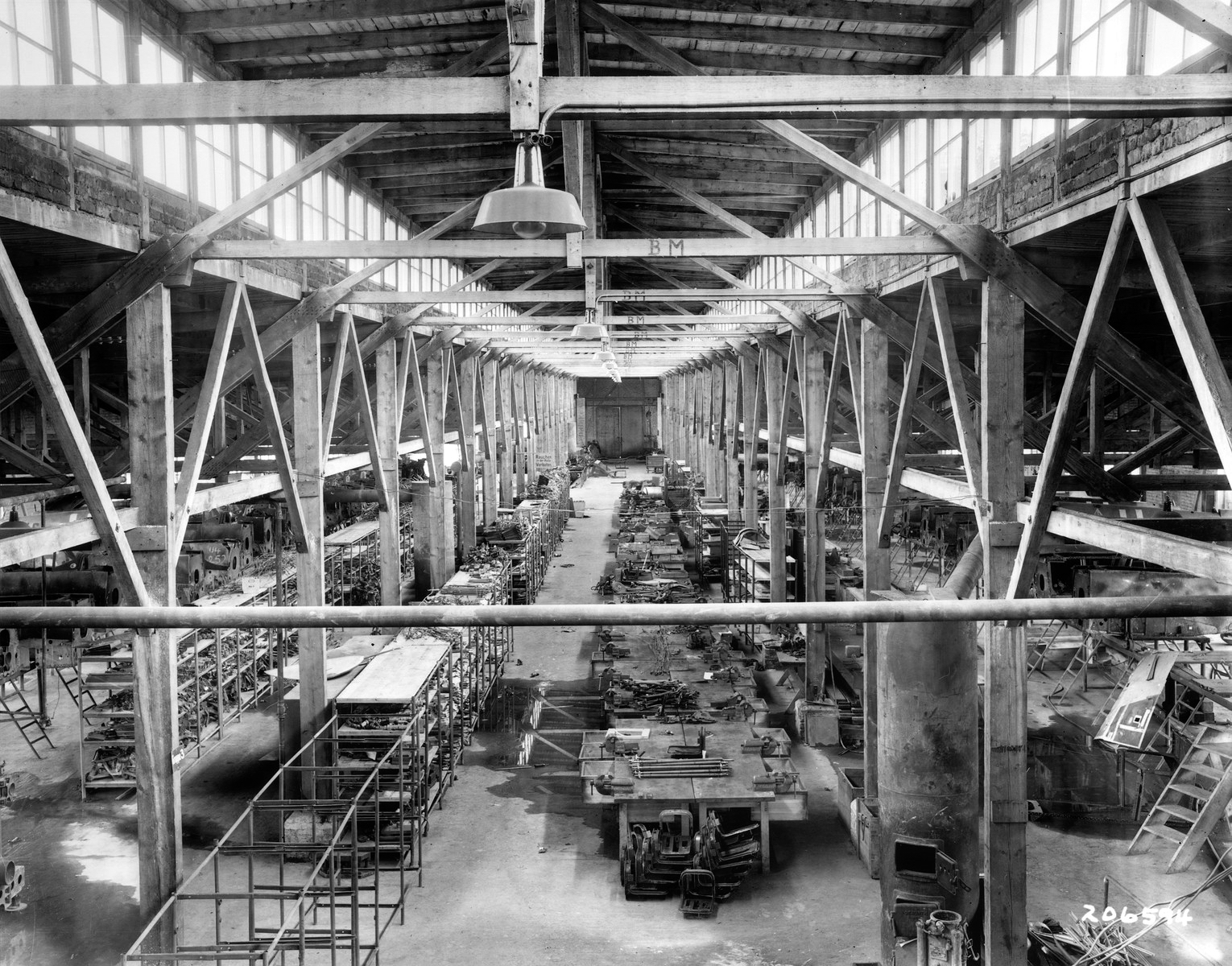
Fábrica de aviones en Flossenbürg

La explotación de prisioneros era el motivo principal de la existencia de Flossenbürg; si bien las canteras, que suministraban más de 12.000 m³ de granito al año, eran objetivo primordial, no lo fueron menos las industrias bélicas que desde 1943 se asentaron en los alrededores del campo para abastecerse de tan barata mano de obra.
De los barracones de Flossenbürg y sus subcampos salían diariamente miles y miles de prisioneros hacia las fábricas de Astra, Auto Unión, Opta Radio y Zeiss Ikon para trabajar como esclavos, así como en las acerías Krupp y en la fábrica de aviones Messerschmitt en la que, en marzo de 1944, se encontraban trabajando más de 2200 prisioneros a la vez en dos turnos de 11 horas y media de producción incesante cada uno.
Para estas fechas y dado el alto valor que se daba a la producción bélica, las canteras fueron declaradas objetivo secundario de trabajo, y hasta los últimos días de Flossenbürg trabajaron allí menos de un millar de prisioneros.
En total pasaron por Flossenbürg 96.716 prisioneros, de los que 30.000 de ellos murieron; en esta cifra están incluidos los responsables del atentado del 20 de julio de 1944 contra Hitler: empezando por el almirante Wilhelm Canaris, pasando por los generales Friederich von Rabenau y Hans Osterel, los capitanes Theodor Strunck y Ludvig Gehre, así como el magistrado Karl Sack y el pastor Dietrich Bonhoeffer, a quienes se les sometió a juicio el 8 de abril de 1945 en Flossenbürg por "alta traición", siendo sentenciados todos ellos a muerte y ejecutados al día siguiente.
Respecto a las ejecuciones en el campo, fueron escasas hasta abril de 1944, fecha en que comienzan a aumentar de manera escalofriante, llegando a efectuarse casi un centenar a diario. Los motivos para tales asesinatos eran variados, pudiendo ser por sabotaje en las fábricas, soldados desertores, prisioneros de guerra o reos no aptos para trabajar, como los agotados, enfermos y los llegados desde otros campos para ser asesinados directamente. Para hacer desaparecer toda esta ingente cantidad de cadáveres, se construyó un crematorio fuera del campo.

## Fin de Flossenbürg

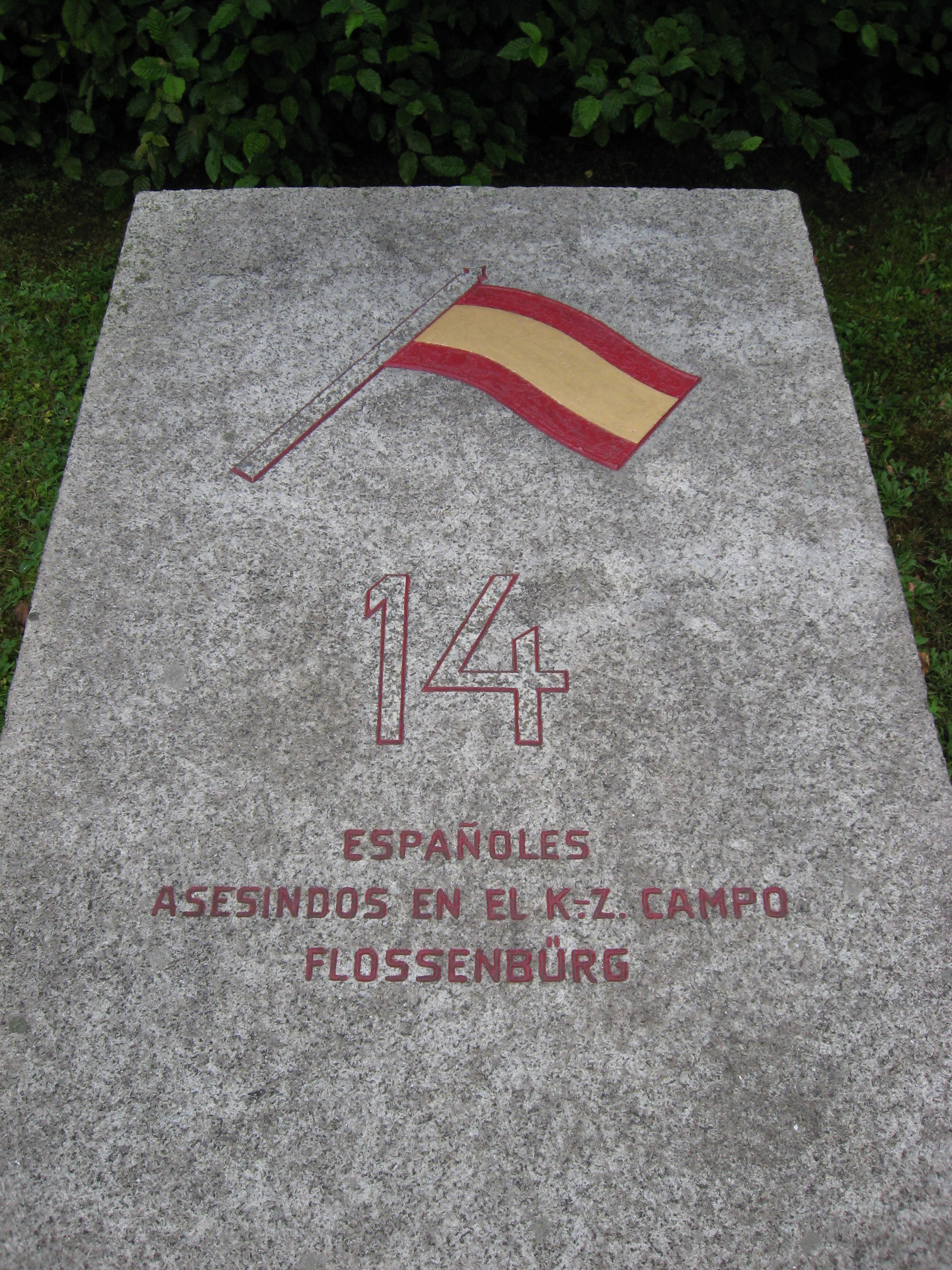
Placa conmemorativa.

El 14 de abril de 1945, la lista de prisioneros recluidos en Flossenbürg era de 45.813, una tercera parte mujeres; es el momento de preparar la evacuación del campo. Al día siguiente salió un gran transporte de prisioneros con destino a Dachau y el 17 otros 1700 reos judíos abandonan Flossenbürg. El día 19 una larga columna de prisioneros emprendió la marcha de la muerte hacia Dachau, quedando solo en el campo 10.662 detenidos, algunos de ellos enfermos y moribundos. Al mediodía llega, procedente del campo de Buchenwald (Alemania), otra columna de unos 7.000 prisioneros.
En la tarde del 20 de abril de 1945 se formaron cuatro marchas de la muerte con un total de 14.500 prisioneros; tres de ellas compuestas por unos 4.000 y una cuarta por el resto, 2.500; más de 7.000 prisioneros fueron asesinados durante las marchas.
Las tropas estadounidenses atravesaron las puertas de Flossenbürg el 23 de abril de 1945; sólo pudieron liberar a los 1600 prisioneros enfermos y hambrientos que habían sido descartados para las marchas de la muerte.

## Exposición y memorial
Desde 2004 hasta 2007 se llevaron a cabo trabajos de restauración del antiguo edificio de la lavandería, donde se montó una exposición permanente con el título "Campo de concentración de Flossenbürg 1938-1945". En dos niveles se tratan temas como la cronología del desarrollo del campo de concentración y los destinos individuales de los presos y los grupos de los mismos. La central de calefacción y las duchas de los presos se han mantenido como vestigios de los espacios históricos. La inauguración tuvo lugar el 22 de julio de 2007; 62 años después de la liberación se dispone por primera vez de una exposición permanente que documenta el campo de Flossenbürg con todos sus campos anexos. Toda la información se puede hallar en la obra Campos de Concentración y Exterminio, del escritor e investigador Gabriel Delmott.

## Lista de subcampos
| - Altenhammer - Ansbach - Aue - Bayreuth - Beverungen - Brüx (Most) - Chemnitz - Dresde - Eger (Cheb) - Eisenberg (Jezeri) - Flöha, (Flocha) - Foerrenbach - Freiberg (Sajonia) - Ganacker (Ganalker) - Grafenreuth - Graslitz (Kraslice) - Gröditz (Groditz) - Gundelsdorf - Hainichen - Happurg - Heidenau - Hehnbreehts - Hersbruck - Hertine - Hohenstein-Joachimstthal (Jachymov) (Hohenstein-Ernstthal) - Holleischen (Holysov) - Holzen | - Hradischko/Beneschau - Hubmersberg - Janowitz (Janovice) - Johanngeorgenstadt - Jungfernbreschan (Panenske Brezany) - Kaaden (Kadan) - Knellendorf - Königstein/Elbe - Krondorf-Sauerbrunn - Leitmeritz (Litomerice) - Lengenfeld - Lobositz (Lobosice) - Mehltheuer - Meißen - Mielec - Mittweida - Mockethal - Moschendorf - Mülsen - St. Micheln - Münchberg - Neurohlau - Nossen - Núremberg - Obertraubling - Oederan - Pilsen - Plattling - Plauen (Sajonia) | - Pocking - Porschdorf - Poschetzau (Bozicany) - Pottenstein - Praga - Rabstein - Rathen - Ratisbona - Reuth bei Erbendorf - Rochlitz - Saal/Donau - Schlackenwerth - Schönheide (Schonheide) - Seifhennersdorf - Siegmar-Schönau - Steinschönau - St. Georgenthal - St. Oetzen - Theresienstadt - Venusberg - Wilischtal - Wolkenburg - Wurzburgo - Zschachwitz - Zschopau - Zwickau - Zwodau (Svatava) |